# Миколаївська телевежа
Миколаївська телевежа — телекомунікаційна вежа заввишки 196 м, споруджена у 1959 році в Миколаєві.

## Характеристика
Висота вежі становить 196 м. Висота над рівнем моря — 42 м. Радіус потужності покриття радіосигналом становить 60 км. Прорахунок для DVB-T2 — 182 м.

## Радіомовлення
- 88.3 — Громадське радіо
- 89.5 — Радіо Байрактар
- 92.0 — Українське радіо / Українське радіо. Миколаїв
- 103.3 — Армія FM
- 107.8 — Radio NV

## Телебачення

### Цифрове мовлення
- 7. 7-й мультиплекс
- 34. 1-й мультиплекс
- 39. 3-й мультиплекс
- 47. Місцевий мультиплекс
- 48. 5-й мультиплекс
- 58. 2-й мультиплекс